# Гребенюк, Раиса Фёдоровна
Раиса Фёдоровна Гребенюк — советский хозяйственный деятель, полный кавалер ордена Трудовой Славы.

## Биография
Родилась в 1940 году в селе Вериговка. Член КПСС.
В 1957—1995 гг. — свиновод госплемзавода «Прималкинский» имени 60-летия СССР Прохладненского района Кабардино-Балкарской АССР/КБР.
Указами Президиума Верховного Совета СССР от 14 февраля 1975 года и 24 декабря 1976 года соответственно за досрочное выполнение социалистических обязательств награждена орденами Трудовой Славы III и II степеней.
Указом Президента СССР от 13 сентября 1990 года награждена орденом Трудовой Славы I степени, став полным кавалером ордена Трудовой Славы.
Депутат Верховного Совета СССР 9-го созыва.
Умерла в 2019 году в селе Янтарное Кабардино-Балкарской Республики.